# Dizionario dei sinonimi e contrari
I dizionari dei sinonimi e contrari registrano per ogni lemma i rispettivi sinonimi e contrari. Nel caso dei sinonimi, però, non si tratterà di sinonimia assoluta, quasi inesistente nella lingua italiana, ma piuttosto di sinonimi approssimativi o parziali; questi condividono tratti semantici essenziali o hanno lo stesso nucleo tematico. Oltre ai sinonimi parziali, si possono trovare anche parole equivalenti in contesti particolari. 
Il più famoso dizionario di questo tipo è il Nuovo dizionario della lingua italiana, pubblicato nel 1830, di Niccolò Tommaseo.
| Controllo di autorità | LCCN (EN) sh85134827 |